# رمضان البرنس
رمضان البرنس (1963 - مايو 1998) هو مغني شعبي مصري، عرف بأداء الأغاني الشعبية. 

## حياته
اسمه الحقيقي رمضان محمد شاكر
من مواليد حي حلوان في القاهرة، إلا انه انتقل مع أسرته للعيش في مدينة الإسماعيلية وهو في سن مبكرة وبدأ مشواره الفني بالغناء في الأفراح والموالد وتقدم في بداية ثمانينيات القرن العشرين للإذاعة المصرية ليتم اعتماده بصفته مطربًا شعبيًا، بعد ذلك طرح ألبومه الأول «عايزه إيه» والذي لاقى انتشار واسع لدى فئة من المصريين أغلبهم من سائقي الميكروباصات واستمرت شهرته محصورة في تلك الفئة حتى مطلع التسعينيات وصدور أغنية «عودي» التي كانت ضمن ألبوم يحمل نفس الاسم، اشتهرت الأغنية على مدى واسع النطاق وزدات شعبية رمضان البرنس من بعدها.

## مشواره الفني
بدأ بالغناء في الأفراح الشعبية وصولا إلى جماهيرية كبيرة حققها في التسعينيات بعد صدور عدد كبير من الأغاني له. واستمر رمضان البرنس طوال مسيرته بالغناء في الأفراح والحفلات الصغيرة والتعاون مع شركات إنتاج غير مشهورة حتى آواخر عام 1997 حيث وقع عقد مع شركة «هاي كواليتي» إلا أن مشواره انتهى سريعًا بعدها بوفاته عند سن الخامسة والثلاثين.

## أعماله
تعاون رمضان البرنس في كثير من أغانيه مع عبد العزيز أمين وهو شاعر غنائي وملحن، كما قام رمضان البرنس بتلحين بعض أعماله وتعاون مع ملحنين آخرين. صدر له حوالي 12 ألبوم منهم «عايزه ايه» «ارجعي» «سافر حبيبي» «ذكرياتي» «مظاليم» «مشاوير» وغيرهم. وكان لمقطع «بتناديني تاني ليه» من أغنيته «عايزه ايه» انتشار واسع بعد وفاته بسنوات عديدة عندما غنته دينا مسعود، وتعد تلك الأغنية من ألحان رمضان البرنس وكلمات عبد العزيز أمين. صدر له فيديو كليب وحيد لأغنية ارجعي. وكانت «ساعة الغروب» هي آخر أغانيه إلا انه توفي قبل أن يؤديها.

### وفاته
بعد مسيرة فنية قصيرة حقق فيها رمضان البرنس نجاح ووصول بالأغنية الشعبية لكثير من الفئات والمستمعين كانت النهاية المفاجأة بحادث سير في عام 1998 أدى إلى وفاته هو وزوجته وابنائه حيث كان يصطحبهم لقضاء اجازة في مدينة رأس البر.

## وصلات خارجية
- لا بيانات لهذه المقالة على ويكي بيانات تخص الفن